# Nuevo Progreso, Ocosingo
Nuevo Progreso är en ort i Mexiko.   Den ligger i kommunen Ocosingo och delstaten Chiapas, i den sydöstra delen av landet, 900 km öster om huvudstaden Mexico City. Nuevo Progreso ligger 319 meter över havet och antalet invånare är 134.
Terrängen runt Nuevo Progreso är kuperad västerut, men österut är den platt. Runt Nuevo Progreso är det glesbefolkat, med 16 invånare per kvadratkilometer. Närmaste större samhälle är Nuevo Mariscal, 4,3 km söder om Nuevo Progreso. I omgivningarna runt Nuevo Progreso växer i huvudsak städsegrön lövskog.